# تشوي دوك-جو
تشوي دوك-جو (هانغل: 최덕주) هو لاعب كرة قدم ومدرب كرة قدم كوري جنوبي في مركز الهجوم، ولد في 3 يناير 1960 في تونغيونغ في كوريا الجنوبية. لعب مع بوهانغ ستيلرز وغامبا أوساكا.

## وصلات خارجية
- تشوي دوك-جو على موقع دوري كوريا الجنوبية (الإنجليزية)
- تشوي دوك-جو على موقع قاعدة بيانات كرة القدم.إي يو (الإنجليزية)